# Blaubach (Kuselbach)
Der Blaubach ist ein knapp 4 km langer, orographisch linker Zufluss des Kuselbaches im Landkreis Kusel in Rheinland-Pfalz.

## Geographie

### Verlauf
Der Blaubach entspringt in der Nähe von Mayweilerhof auf der Gemarkung von Oberalben und mündet nach 3,9 km südwestlichen Laufs im Kuseler Ortsteil Diedelkopf in den Kuselbach.
Auf etwa halber Strecke durchfließt er die gleichnamige Ortsgemeinde; hier mündet orographisch rechts nach 2,164 km ab Quelle sein größter Zufluss, der Röhrbach (auf der Gewässerkarte: Böhrbach).
Knapp 150 m vor seiner Mündung überquert ein Viadukt der stillgelegten, abgebauten und zum Rad- und Fußweg umgewidmeten Bahnstrecke Türkismühle–Kusel den Bach. Kurz vor seiner Mündung quert ihn noch der Diedelkopfer Mühlgraben.
An seiner Mündung ist der Blaubach geographisch insgesamt länger als der nur knapp einen Kilometer weiter westlich durch den Zusammenfluss von Bledesbach und Pfeffelbach gebildete Kuselbach. Der Kuselbach führt aber durch seine beiden Quellflüsse bereits wesentlich mehr Wasser.

### Einzugsgebiet
Das Einzugsgebiet des Blaubachs ist 4,06 km² groß, es zählt naturräumlich zum Unterraum Kuseler Bergland des Nordpfälzer Berglandes. Es entwässert über Glan, Nahe und Rhein zur Nordsee.

### Zuflüsse
Vom Ursprung zur Mündung. Auswahl.
- Dammbach, von rechts auf etwa 292 m ü. NHN gegenüber dem Rothengründerhof, über 0,3 km und ca. 0,5 km²[5]
- Röhrbach oder (wohl fälschlich) Böhrbach[3], von rechts und Nordwesten auf etwa 376 m ü. NHN in Blaubach, 1,0 km und 1,0 km²[2]